# Boljarino
Boljarino (Bulgaars: Болярино) is een dorp in Bulgarije. Het dorp is gelegen in de gemeente Rakovski, oblast Plovdiv. Het dorp ligt hemelsbreed 26 kilometer ten noordoosten van Plovdiv en 150 kilometer ten zuidoosten van Sofia.

## Bevolking
Op 31 december 2020 telde het dorp Boljarino 412 inwoners.  Het aantal inwoners vertoont al decennialang dalende trend: in 1946 had deze plaats nog 1.421 inwoners.
|  |

In het dorp wonen voornamelijk etnische Bulgaren en Roma. In de optionele volkstelling van 2011 identificeerden 268 van de 385 ondervraagden zichzelf als etnische Bulgaren, oftewel 69,6%. 107 personen identificeerden zichzelf als etnische Roma, terwijl er ook nog eens 6 etnische Turken werden geregistreerd.
| Etnische samenstelling van de respondenten (2011) | Etnische samenstelling van de respondenten (2011) | Etnische samenstelling van de respondenten (2011) | Etnische samenstelling van de respondenten (2011) | Etnische samenstelling van de respondenten (2011) |
| ------------------------------------------------- | ------------------------------------------------- | ------------------------------------------------- | ------------------------------------------------- | ------------------------------------------------- |
|                                                   |                                                   |                                                   |                                                   |                                                   |
| Bulgaren                                          | Bulgaren                                          |                                                   | 69,6%                                             | 69,6%                                             |
| Turken                                            | Turken                                            |                                                   | 1,6%                                              | 1,6%                                              |
| Roma                                              | Roma                                              |                                                   | 27,8%                                             | 27,8%                                             |
| Anders/Onbekend                                   | Anders/Onbekend                                   |                                                   | 1,0%                                              | 1,0%                                              |